# Nicolas Frémery
Nicolas Frémery (? - Después de 1687) fue un escultor francés siglo XVII
Ganador de un segundo Premio de la Academia en 1680, año en que ganó el primer Premio de Roma, el escultor Jean Joly. Este premio les permitió a ambos permanecer pensionados en Roma, copiando a los clásicos.

## Obras
Nicolas Frémery es mejor conocido por sus copias de mármol de la Venus de Médici y del Apollino  o Apollo de Médici, así como otras copias del periodo clásico y obras de los escultores helenísticos. También produjo una Faustina la Mayor y una Urania para los jardines del Palacio de Versalles.
- Apolo , (1781) , copia en mármol del Apollino de Florencia o “Apollino Médici”, realizada en Roma, trasladada al Palacio de las Tullerías. París, museo del Louvre, département des Sculptures, MR 1895. Actualmente en depósito del Museo nacional del Castillo de Fontainebleau.[3][4]